# Edmond Honda
Edmond Honda (o più semplicemente Honda o E. Honda) è un personaggio immaginario della serie di videogiochi Street Fighter. Compare a partire da Street Fighter II ed è una presenza quasi fissa della saga.

## Caratteristiche
Honda è un corpulento lottatore di sumo, come dimostrato dal chonmage (acconciatura dei capelli) e dal mawashi (il mutandone caratteristico dei lottatori di sumo) in alcune varianti del suo costume. Nella sua prima apparizione (costume classico) indossa una Yukata (vestito tradizionale usato anche dai lottatori di Sumo) con la parte superiore che cade sui fianchi, esponendo il torso.
Caratteristica peculiare è la sua pittura facciale tipica del teatro Kabuki, una firma teatrale tipica del Giappone.
Nonostante c'è chi affermi che sia divenuto Yokozuna (campione di sumo), Honda è riuscito a diventare solamente Ozeki (secondo in gerarchia nel Sumo), ma non perché non avesse le qualità per il massimo rango, bensì per via del suo costante girovagare che non gli permette di avere la presenza continuativa in Giappone e presenziare agli eventi che uno Yokozuna è tenuto a fare (Il rango di Yokozuna è attribuito, non vinto).
Alla fine del gioco Honda resta sconvolto dalla poca popolarità di cui il sumo gode a livello mondiale e si propone di vincere il torneo in modo da provare che i sumotori sono i più potenti lottatori del mondo, ma non riuscirà nell'impresa. Nonostante la stazza, Honda rivela un'insospettabile agilità per quanto riguarda i salti, velocità fulminea nei colpi col palmo della mano e la potenza fisica che gli permette di lanciarsi con la sua enorme mole contro gli avversari, con la sua mossa speciale "sumo headbutt"
In Street Fighter 6 è descritto come un cuoco provetto, ed ha aperto nella città di Metro City il suo ristorante a tema Sumo "Edomon"".
In fase di creazione il suo nome era semplicemente "Sumo".

## Mosse
Le mosse principali del lottatore consistono in:
- Hyakuretsuharite (Hundred Hand Slap): Honda colpisce con le mani velocemente, creando l'effetto come se fossero 100. (da Street Fighter II in poi) Da Street Fighter II - Champions Edition, Honda può muoversi in avanti o indietro mentre esegue la mossa. In Super Street Fighter II X / Turbo, ad ogni tasto del pugno corrisponde un effetto. Col pugno debole rimane sul posto ed esegue la mossa, col pugno medio si sposta un po' in avanti eseguendo la mossa, col pugno forte si avvicina velocemente verso l'avversario compiendo la mossa.
- Super Zutsuki (Sumo Head Butt): Honda si lancia a mezz'aria contro l'avversario colpendolo con la sua testa seguito dalla frase "Dosukoi" (da Street Fighter II in poi).
- Hyakkan Otoshi: Honda si alza in aria colpendo l'avversario con il proprio corpo per poi ricadere su di lui col sedere. (da Street Fighter II Hyper / Turbo in poi).
- Oicho Nage (Oicho Throw): è una presa, Honda afferra l'avversario e lo sbatte a terra violentemente, poi si lancia su di lui col sedere schiacciandolo a terra. (da Super Street Fighter II X / Turbo in poi).

## Supermosse
- Oni Musō: praticamente sono tre Sumo Head Butt seguito da un Hundred Hand Slap finale. (da Super Street Fighter II X / Turbo, Street Fighter Zero/Alpha 3 e serie versus).
- Orochi Kudaki: consiste nell'eseguire tre Oicho Throw. (solo Street Fighter Zero/Alpha 3 e serie versus [Capcom vs Snk 1, Pro, 2]).

## Apparizioni
- Street Fighter II - The World Warrior
- Street Fighter II - Champion Edition
- Street Fighter II Hyper (SF II Turbo in Occidente)
- Super Street Fighter II: The New Challengers
- Super Street Fighter II X: The Ultimate Challengers (SSF II Turbo in Occidente)
- Street Fighter Zero 3 (Street Fighter Alpha 3 in Occidente)
- Street Fighter Zero 3 Upper (Street Fighter Alpha 3 Upper in Occidente)
- Hyper Street Fighter II
- Capcom vs Snk: Millennium Fighters 2000
- Capcom vs Snk Pro
- Capcom vs Snk 2
- Gem Fighters (Pocket Fighter in Occidente) - Comparsa in qualche stage.
- Street Fighter IV, Super Street Fighter IV, Ultra Street Fighter IV
- Street Fighter V: Arcade Edition
- Street Fighter 6

Nel film Street Fighter - Sfida finale Honda è interpretato da Peter Navy Tuiasosopo e viene descritto come hawaiano anziché giapponese.